# Weltmeister W6
Weltmeister W6 – elektryczny samochód osobowy typu SUV klasy średniej produkowany pod chińską marką Weltmeister w latach 2021–2022.

## Historia i opis modelu

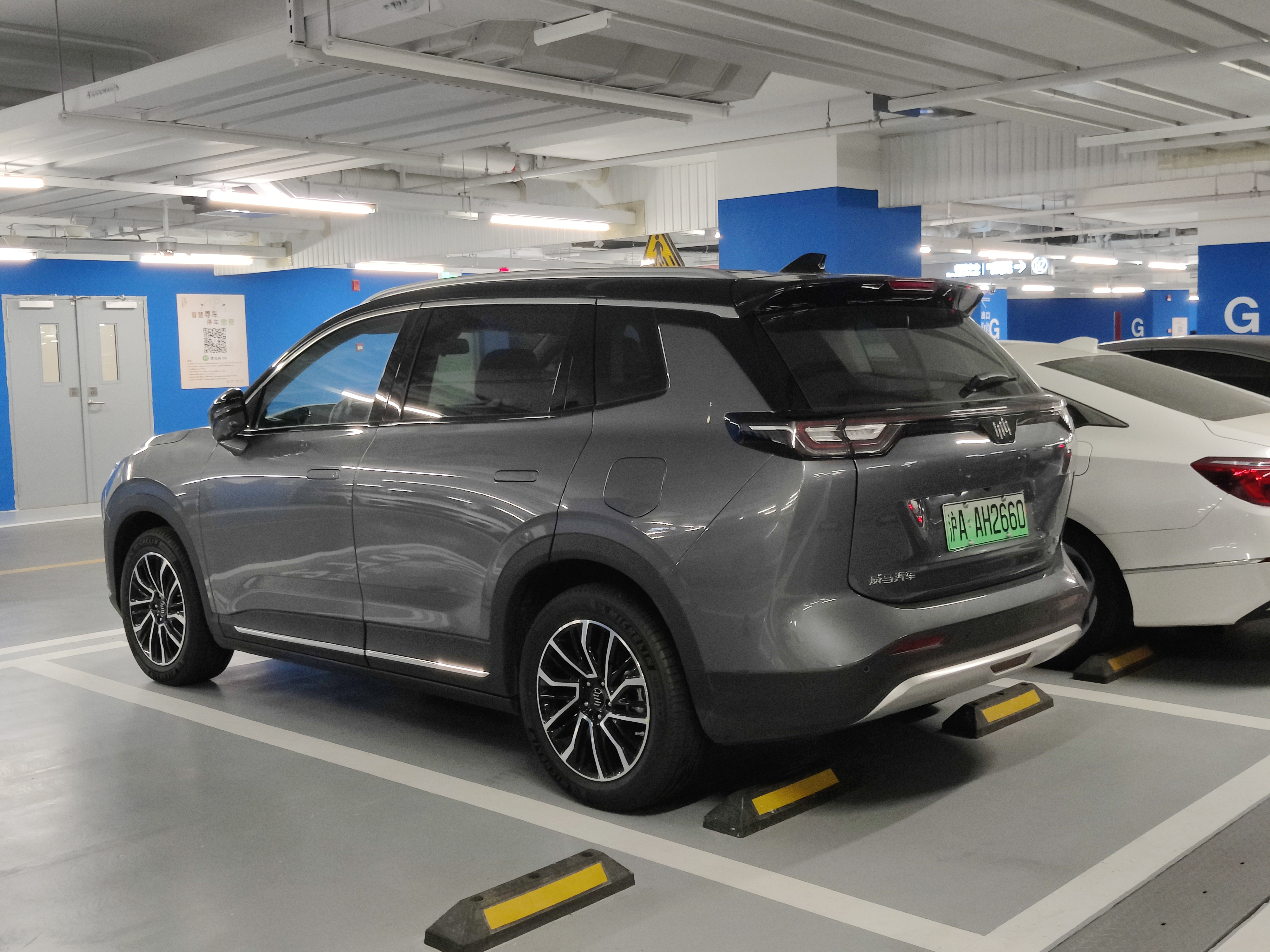
Weltmeister W6 - tył

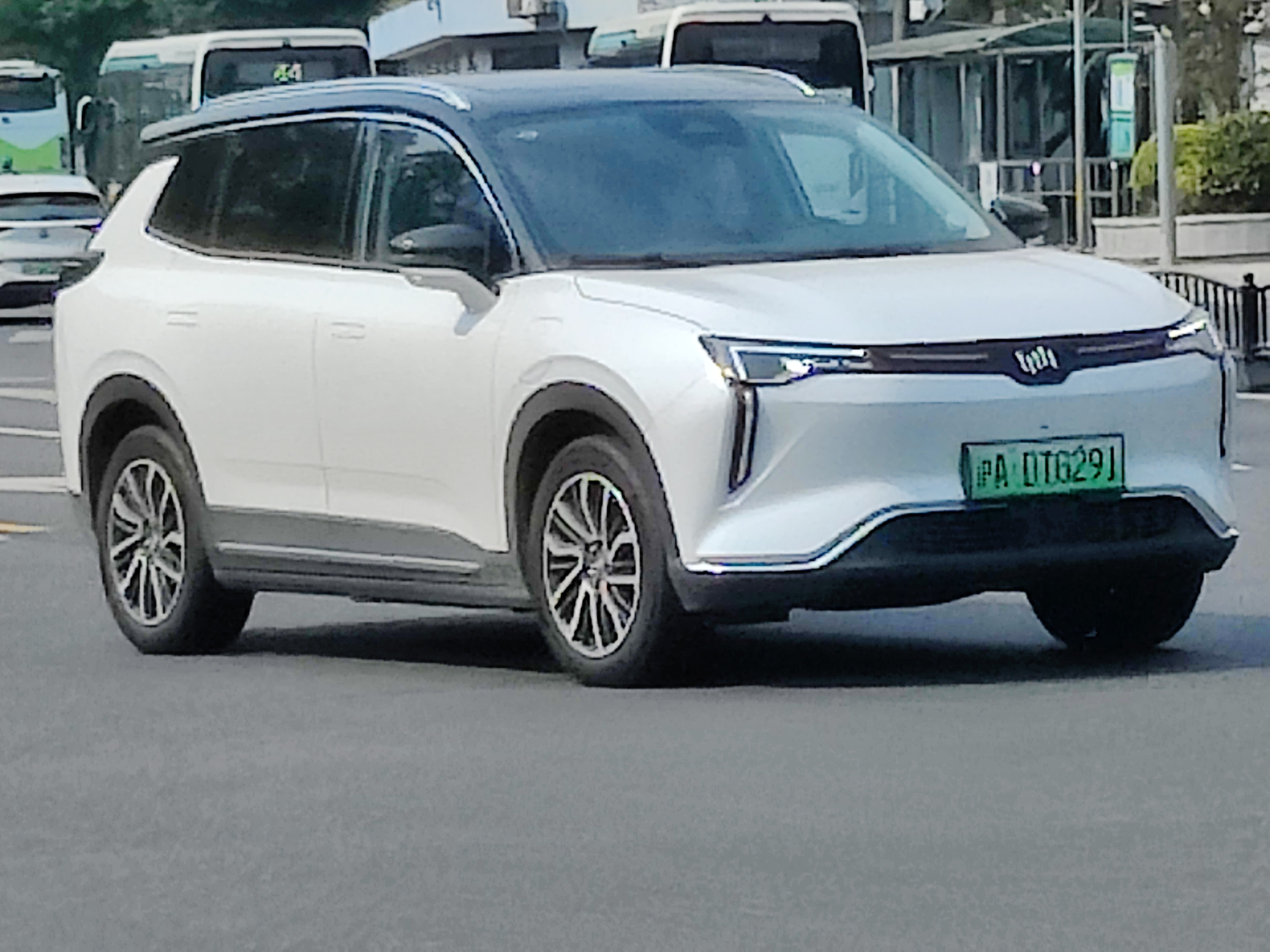
Weltmeister W6 w ruchu

Zgodnie z zapowiedziami z lipca 2020 roku wyznaczającymi cel poszerzenia oferty marki Weltmeister o trzy nowe modele do końca 2021 roku, z jego początkiem przedstawiony został średniej wielkości SUV o nazwie W6.
W obszernym zakresie odtworzył on cechy wizualne zapowiadającego go prototypu Weltmeister Evolve Concept z 2019 roku, wyróżniając się masywną sylwetką z muskularnie zarysowanymi nadkolami i wąskim pasem reflektorów z umieszczonym między nim portem ładowania pod klapką z logo producenta.
Pod kątem technicznym Weltmeister W6 zyskał rozbudowany układ jazdy półautonomicznej, który opracowany został we współpracy z chińskim gigantme branży technologicznej Baidu. System współtworzy układ łączności 5G, 12 czujników ultradźwiękowych, 7 kamer oraz 5 radarów monitorujących otoczenie dookoła pojazdu.

### Sprzedaż
Po światowej premierze Weltmeistera W6, która odbyła się w kwietniu 2021 roku podczas wystawy samochodowej Shanghai Auto Show, tuż po niej rozpoczęły się dostawy pierwszych zamówionych egzemplarzy do klientów. W ciągu 50 godzin od debiutu WM Motor zebrało ponad 6 tysięcy zamówień na swojego elektrycznego SUV-a. Samochód pozostał w sprzedaży jednak tylko kolejne półtora roku, znikając z rynku z końcem 2022 z powodu kłopotów finansowych producenta.

### Dane techniczne
Weltmeister W6 jest samochodem w pełni elektrycznym, którego napęd tworzy silnik o mocy 218 KM i maksymalnym momencie obrotowym 225 Nm. Podstawowy wariant charakteryzuje się baterią litowo-jonową o pojemności 9,5 kWh i maksymalnym zasięgu 520 kilometrów, z kolei topowa z baterią 11,9 kWh może przejechać na jednym ładowaniu do 620 kilometrów.